# Brug 1384
Brug 1384 is een bouwkundig kunstwerk in Amsterdam-Zuidoost.
De betonnen brug uit 1982 zorgt voor de verbinding tussen  het Wamelplein en Vreeswijkpad enerzijds en de kade van de Wilnisgracht anderzijds en voert over diezelfde gracht; alles in de wijk Gein. De vaste brug werd aangelegd in het kader van de gescheiden verkeersstromen in de wijk Zuidoost. Gemotoriseerd verkeer rijdt daarbij op brede dreven op dijklichamen; voetgangers en fietsers bewegen zich op maaiveldniveau. Brug 1384 ligt dan ook op maaiveldniveau.
Het ontwerp van de brug was in handen van de zelfstandig architect en kunstenaar Dirk Sterenberg werkend vanuit Hoorn voor de Dienst der Publieke Werken. Hij ontwierp voor Zuidoost diverse types brug, waarvan er van deze ettelijke in de wijk te vinden zijn (zie bijvoorbeeld brug 1348 en brug 1385). Ze zijn te herkennen aan de bijna artistieke sculpturen die de combinatie leuningen en banken in de balustraden op hun plaats houden. De brug draagt de kleuren grijs en blauw.
<<< · 1301 · 1302 · 1303 · 1304 · 1305 · 1306 · 1307 · 1308 · 1309 · 1311 · 1312 · 1313 · 1314 · 1315 · 1316 · 1317 · 1319 · 1320 · 1321 · 1322 · 1323 · 1324 · 1325 · 1326 · 1327 · 1328 · 1329 · 1330 · 1331 · 1332 · 1333 · 1334 · 1335 · 1336 · 1337 · 1338 · 1339 · 1340 · 1342 · 1343 · 1344 · 1345 · 1346 · 1347 · 1348 · 1349 · 1350 · 1351 · 1352 · 1353 · 1354 · 1355 · 1356 · 1357 · 1358 · 1359 · 1360 · 1361 · 1362 · 1363 · 1364 · 1365 · 1366 · 1367 · 1368 · 1373 · 1375 · 1376 · 1377 · 1378 · 1379 · 1380 · 1381 · 1382 · 1383 · 1384 · 1385 · 1386 · 1387 · 1388 · 1389 · 1390 · 1391 · 1392 · 1396 · 1397 · 1398 · 1399 · >>>
Brugnummers 1300, 1318, 1341, 1369-1372, 1374, 1393, 1394, 1395 zijn niet vergeven. 1310 is gesloopt; brug 1318 is nooit gebouwd in verband met niet aanleggen Veenendaaldreef.